# دانه-الک
دانه-الک (انگلیسی: Dane-Elec) شرکت الکترونیک فرانسوی است، که‌ در سال ۲۰۰۳ تأسیس شد.